# Tolmera niveibasalis
Tolmera niveibasalis är en fjärilsart som beskrevs av Louis Beethoven Prout 1916. Tolmera niveibasalis ingår i släktet Tolmera och familjen mätare. Inga underarter finns listade i Catalogue of Life.